# Gewerbearchiv

Das Gewerbearchiv (Abk.: GewArch; selten GewA) ist eine wissenschaftliche Fachzeitschrift für Wirtschaftsverwaltungsrecht. Der Verlag gibt sie als seit Jahrzehnten führend und in diesem Rechtsbereich meistzitiert an.

## Inhalt

### Themen
Inhaltlicher Schwerpunkt des Gewerbearchivs ist das Wirtschaftsverwaltungsrecht im weitesten Sinne. Hierzu zählen u. a. diese Themenbereiche:
- Wirtschaftsverfassungsrecht
- Allgemeines Wirtschaftsverwaltungsrecht
- Gewerberecht
- Gewerbeordnung mit Durchführungsverordnungen
- Handwerks- und Berufsbildungsrecht
- Gaststättenrecht
- Ladenschluss- und Arbeitszeitrecht
- Umweltrecht
- Abfallrecht
- Planungsrecht
- Energierecht
- Regulierungsrecht
- Europarechtliche Bezüge des Wirtschaftsverwaltungsrechts

### Marketing
Bestellungen des Gewerbearchivs können über Buchhandlungen und beim Verlag erfolgen. Ein Einzelbezug ist möglich. Die Zeitschrift wird im Abonnement angeboten. Das Abonnement umfasst den Zugang für einen Nutzer für das Online-Modul GEWARDirect. Im Lieferumfang und im Bezugspreis des Gewerbearchivs ist das Themenheft WIRTSCHAFT & VERWALTUNG (Titelzusatz) enthalten.

### Verlag
Das Gewerbearchiv gehört zum Verlag C. H. Beck.

## Chronik
Im Juni 1955 wurde das Gewerbearchiv erstmals im Verlag Franz Vahlen herausgegeben. 1973 erfolgte der Übergang auf den Gildeverlag H.-G. Dobler, der die Zeitschrift später als Gildebuchverlag vertrieb. Seit 2021 erscheint die Zeitschrift im heutigen Verlag C. H. Beck.
Die Erstausgabe wurde mit einem Vorwort Elmar Michels – damals noch im Bundeswirtschaftsministerium Bonn – unter dem Titel Zum Geleit! herausgegeben:
Mit der Erlangung der Souveränität ist neben der sonstigen Konsolidierung der staats- und verwaltungsrechtlichen Verhältnisse auch auf dem Gebiet des Gewerberechts die Gesetzgebungshoheit der Bundesrepublik wiederhergestellt worden. Die nunmehr den zuständigen Organen in der Bundesrepublik übertragene Eigenverantwortung wird jedoch – dies ist schon jetzt zu erkennen – die Legislative und die Exekutive gerade in gewerberechtlicher Hinsicht vor manche schwierige Frage stellen. In den kommenden Jahren werden viele der alten reichsrechtlichen Vorschriften geändert oder neugefaßt und viele neu entstandene gewerberechtliche Probleme gelöst werden müssen. Auch wird die Schaffung eines bundeseinheitlichen Gewerbezulassungsrechts und die Neukodifikation der Gewerbeordnung nicht mehr länger hinausgeschoben werden können. Eine besonders auf das Gewerberecht ausgerichtete Fachzeitschrift wird hierbei allen interessierten Kreisen gute Hilfe leisten können. Aus diesen Überlegungen heraus ist der Entschluß geboren worden, das Gewerbearchiv, das sein Erscheinen im Jahre 1940 im Rahmen der durch den Krieg damals bedingten Einschränkungsmaßnahmen einstellen mußte, wieder zu neuem Leben zu erwecken. Verschiedenen Anregungen folgend wird die Zeitschrift nicht nur äußerlich, sondern auch inhaltlich in neuem Gewand erscheinen. Während das alte Gewerbearchiv lediglich eine Entscheidungssammlung darstellte, sollen im neuen Gewerbearchiv auch der wissenschaftlichen Forschung und Lehre Raum gegeben werden; Abhandlungen über aktuelle gewerberechtliche Fragen werden neben der Wiedergabe und Kritik bemerkenswerter Entscheidungen in den Vordergrund gerückt. Daneben sollen aber auch in der Erwägung, daß die Durchführung gewerberechtlicher Vorschriften gerade für die Wirtschaft nicht weniger bedeutungsvoll ist als die Entscheidung einzelner Rechtsfragen, wichtige und grundsätzliche Erlasse der Ministerien und der sonstigen Verwaltungsbehörden wiedergegeben und – soweit zweckmäßig – besprochen werden. Auf diese Weise will das Gewerbearchiv eine engere Verbindung zwischen Verwaltungsgerichten und Verwaltungsbehörden einerseits und der lebendigen Wirtschaft andererseits schaffen und damit zum gegenseitigen Verständnis beitragen. Aus dieser Sicht heraus ergibt sich von selbst, daß das Gewerbearchiv den verschiedenen Rechtsauffassungen das Wort geben und der freien Diskussion in jeder Weise offen sein will. Die Zeitschrift wird der ihr gestellten Aufgabe um so leichter gerecht werden können, als in ihr die Männer der Praxis zu Worte kommen. Deshalb bin ich für jeden Beitrag auf gewerberechtlichem Gebiet dankbar, aber auch für jede Mitteilung einer allgemein interessierenden Zweifelsfrage, deren Erörterung für die Leser des Gewerbearchivs ein Gewinn sein kann.

## Layout
Standardausgaben umfassen regelmäßig 40 Seiten glänzenden Papiers. Sie werden im Din A4-Hochformat mit Rückendrahtheftung zweifarbig (schwarz / blau) produziert.

## Beteiligte Personen

### Herausgeber
Seit Ausgabe 9/2006 ist Frank Hüpers Teil der Redaktion. Offiziell wurde er mit der ersten Ausgabe 2007 Herausgeber. Er trat damit an die Stelle des 2006 verstorbenen Vorgängers Egon Hoffmann, dem auch die Schriftleitung oblag. Hoffmann übernahm 1995 von Ludwig Fröhler, der 1955 auch den ersten Beitrag Die Mittel der Staatsaufsicht über die Handwerkskammern verfasste. Die Urausgabe wurde herausgegeben von dem damaligen Ministerialdirektor a. D. Elmar Michel.

### Schriftleitung
Frank Rieger ist seit Ausgabe 9/2017 Schriftleiter und führt somit die bis dahin langjährige Tätigkeit von Beate Maiwald fort. Schriftleiter der ersten Ausgabe war Ministerialrat Dr. Rother.

### Autoren
Zu den Autoren zählen u. a. Universitätsprofessoren, Richter, Rechtsanwälte, Mitglieder von Behörden und Körperschaften.

### Mitwirkende
Weiterhin wirken folgende Personen mit:
- Ulla Held-Daab
- Sabine Hepperle
- Joachim Lang
- Klaus Rennert
- Ulrich Schönleiter
- Holger Schwannecke
- Andreas Voßkuhle
- Martin Wansleben[11]

### Redaktion
Verantwortlicher Redakteur ist Frank Hüpers.
Unterstützend ist Dominic Engler in diesem Bereich tätig; er trat zunächst in der Funktion des Schlussredakteurs mit dem Ausscheiden von Beate Maiwald 2017 bei.